# Christian Ordoñez
Pour les articles homonymes, voir Ordóñez.
Christian Ordoñez, né le 24 juillet 2004 à Moreno en Argentine, est un footballeur argentin qui évolue au poste de milieu central au Parma Calcio.

## Biographie

### En club
Né à Moreno en Argentine, Christian Ordoñez est formé au Vélez Sarsfield. Le 26 juillet 2022 il signe son premier contrat professionnel avec son club formateur, valable jusqu'au 31 décembre 2024.
Il joue son premier match en professionnel le 31 janvier 2023, lors d'une rencontre de championnat face au Gimnasia y Esgrima La Plata. Il entre en jeu et son équipe s'impose par trois buts à un.
Ordoñez inscrit son premier but en professionnel le 6 août 2024, lors d'une rencontre de coupe d'Argentine face à San Lorenzo. Titulaire, il ouvre le score au bout de dix minutes de jeu, et participe ainsi à la victoire de son équipe par trois buts à un,.
Le 7 juin 2025, il quitte son pays natal pour rejoindre le Parma Calcio, pensionnaire de Serie A. 